# Saint-Amandin
Saint-Amandin est une commune française située dans le département du Cantal, en région Auvergne-Rhône-Alpes.

## Géographie

### Localisation
Saint-Amandin, commune du parc des Volcans d'Auvergne, s'étend sur 3 188 ha partagés entre le bourg et vingt-sept hameaux ou lieux-dits. Son territoire est délimité par la Rhue au nord, et par deux de ses affluents : à l'ouest la Petite Rhue et à l'est la Santoire.
| Trémouille               | Montboudif    | Condat  |
| Saint-Étienne-de-Chomeil | Saint-Amandin |         |
| Riom-ès-Montagnes        | Marchastel    | Lugarde |

### Climat
Pour des articles plus généraux, voir Climat d'Auvergne-Rhône-Alpes et Climat du Cantal.
En 2010, le climat de la commune est de type climat de montagne, selon une étude du CNRS s'appuyant sur une série de données couvrant la période 1971-2000. En 2020, Météo-France publie une typologie des climats de la France métropolitaine dans laquelle la commune est exposée à un climat de montagne ou de marges de montagne et est dans la région climatique Ouest et nord-ouest du Massif Central, caractérisée par une pluviométrie annuelle de 900 à 1 500 mm, maximale en automne et en hiver.
Pour la période 1971-2000, la température annuelle moyenne est de 9 °C, avec une amplitude thermique annuelle de 15,2 °C. Le cumul annuel moyen de précipitations est de 1 351 mm, avec 12,8 jours de précipitations en janvier et 9 jours en juillet. Pour la période 1991-2020, la température moyenne annuelle observée sur la station météorologique de Météo-France la plus proche, « Riom-Montagnes »sur la commune de Riom-ès-Montagnes à 7 km à vol d'oiseau, est de 9,7 °C et le cumul annuel moyen de précipitations est de 1 221,4 mm,. Pour l'avenir, les paramètres climatiques de la commune estimés pour 2050 selon différents scénarios d'émission de gaz à effet de serre sont consultables sur un site dédié publié par Météo-France en novembre 2022.

## Urbanisme

### Typologie
Au 1er janvier 2024, Saint-Amandin est catégorisée commune rurale à habitat très dispersé, selon la nouvelle grille communale de densité à 7 niveaux définie par l'Insee en 2022.
Elle est située hors unité urbaine et hors attraction des villes,.

### Occupation des sols
L'occupation des sols de la commune, telle qu'elle ressort de la base de données européenne d’occupation biophysique des sols Corine Land Cover (CLC), est marquée par l'importance des territoires agricoles (53,5 % en 2018), en augmentation par rapport à 1990 (51,9 %). La répartition détaillée en 2018 est la suivante :
prairies (47,9 %), forêts (43,6 %), zones agricoles hétérogènes (5,5 %), zones humides intérieures (1,5 %), milieux à végétation arbustive et/ou herbacée (1,4 %), espaces verts artificialisés, non agricoles (0,1 %). L'évolution de l’occupation des sols de la commune et de ses infrastructures peut être observée sur les différentes représentations cartographiques du territoire : la carte de Cassini (XVIIIe siècle), la carte d'état-major (1820-1866) et les cartes ou photos aériennes de l'IGN pour la période actuelle (1950 à aujourd'hui).

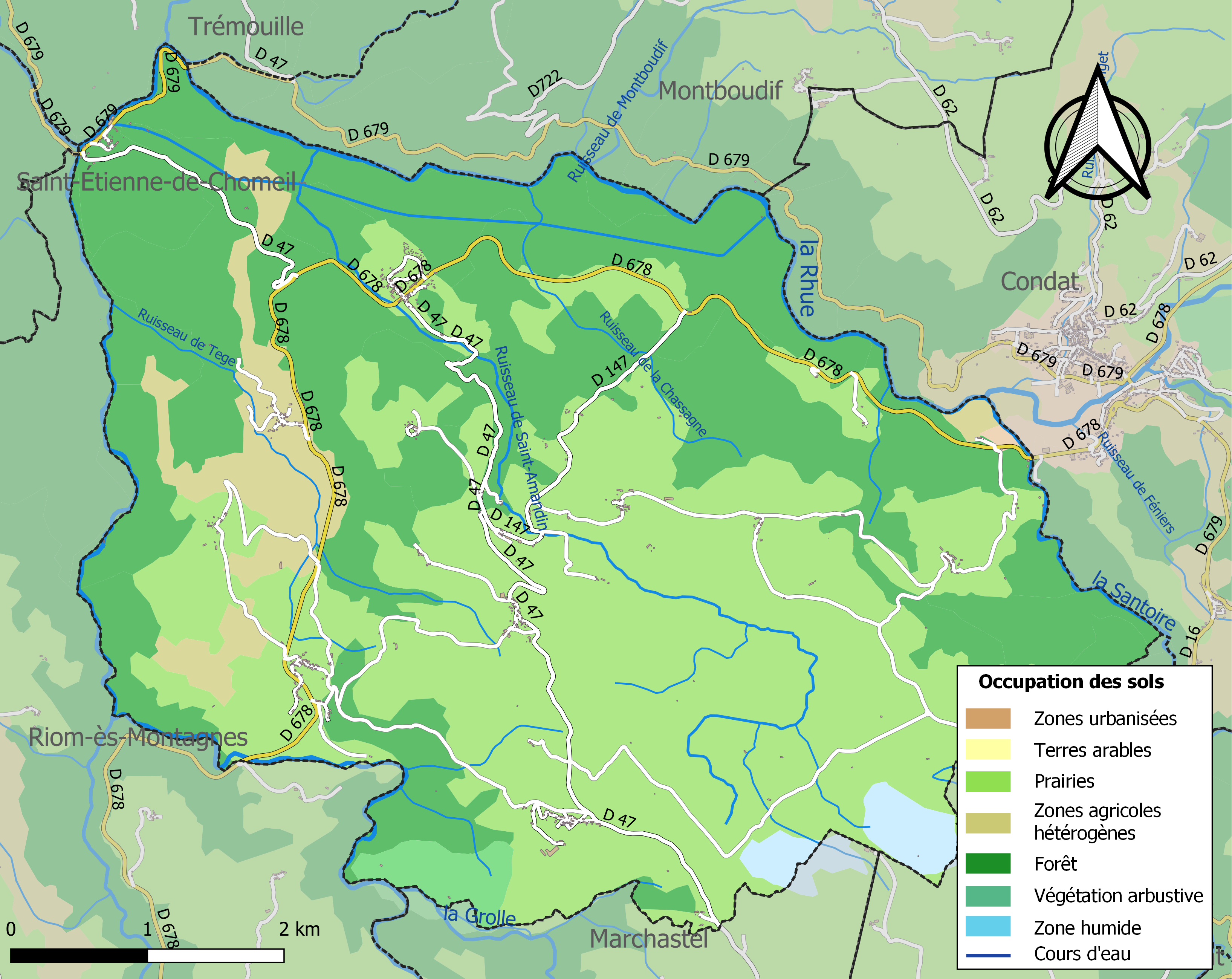
Carte des infrastructures et de l'occupation des sols de la commune en 2018 (CLC).

### Habitat et logement
En 2018, le nombre total de logements dans la commune était de 277, alors qu'il était de 265 en 2013 et de 302 en 2008.
Parmi ces logements, 41,5 % étaient des résidences principales, 41,5 % des résidences secondaires et 17 % des logements vacants. Ces logements étaient pour 95,3 % d'entre eux des maisons individuelles et pour 4,3 % des appartements.
Le tableau ci-dessous présente la typologie des logements à Saint-Amandin en 2018 en comparaison avec celle du Cantal et de la France entière. Une caractéristique marquante du parc de logements est ainsi une proportion de résidences secondaires et logements occasionnels (41,5 %) supérieure à celle du département (20,4 %) et à celle de la France entière (9,7 %). Concernant le statut d'occupation de ces logements, 75,7 % des habitants de la commune sont propriétaires de leur logement (80 % en 2013), contre 70,4 % pour le Cantal et 57,5 pour la France entière.
| Typologie                                               | Saint-Amandin | Cantal | France entière |
| ------------------------------------------------------- | ------------- | ------ | -------------- |
| Résidences principales (en %)                           | 41,5          | 67,7   | 82,1           |
| Résidences secondaires et logements occasionnels (en %) | 41,5          | 20,4   | 9,7            |
| Logements vacants (en %)                                | 17            | 11,9   | 8,2            |

## Politique et administration
| Période                                  | Période                       | Identité             | Étiquette | Qualité  |
| ---------------------------------------- | ----------------------------- | -------------------- | --------- | -------- |
| Les données manquantes sont à compléter. |                               |                      |           |          |
| 1826                                     | 1831                          | Antoine CROUZY       | Inconnu   |          |
| 1832                                     | 1834                          | Gabriel ARMAND       |           |          |
| 1834                                     | 1839                          | Antoine CROUZY       |           |          |
| 1839                                     | 1848                          | Barthèlemie FAYET    |           |          |
| 1848                                     | 1871                          | Antoine CHAUMEIL     |           |          |
| 1871                                     | 1888                          | Antoine DALMAS       |           |          |
| 1888                                     | 1904                          | François PAPON       |           |          |
| 1904                                     | 1919                          | Louis VEYSSIERE      |           |          |
| 1919                                     | 1925                          | Auguste LEMMET       |           |          |
| 1925                                     | 1935                          | Marcelin MARCOMBE    |           |          |
| 1935                                     | 1938                          | Barthélemy GAUMINARD |           |          |
| 1938                                     | 1941                          | Michel DECHAMBRE     |           |          |
| 1944                                     | 1947                          | Arthur ATHENES       |           |          |
| 1947                                     | 1977                          | Pierre SERRE         |           |          |
| 1977                                     | 1979                          | Raymond GIBELIN      |           |          |
| 1979                                     | 1981                          | Edmond SALESSE       | PS        |          |
| 1981                                     | 2001                          | Roger DESMARIE       |           |          |
| Mars 2001                                | 24 mai 2020                   | Gaston MOURGUES      | DVD       | Retraité |
| 24 mai 2020                              | En cours (au 18 juillet 2020) | Alexandre FAVORY     |           |          |

## Démographie
L'évolution du nombre d'habitants est connue à travers les recensements de la population effectués dans la commune depuis 1793. Pour les communes de moins de 10 000 habitants, une enquête de recensement portant sur toute la population est réalisée tous les cinq ans, les populations de référence des années intermédiaires étant quant à elles estimées par interpolation ou extrapolation. Pour la commune, le premier recensement exhaustif entrant dans le cadre du nouveau dispositif a été réalisé en 2007.

En 2022, la commune comptait 227 habitants, en stagnation par rapport à 2016 (Cantal : −1,08 %, France hors Mayotte : +2,11 %).
| 1793  | 1800  | 1806  | 1821  | 1831  | 1836  | 1841  | 1846  | 1851  |
| ----- | ----- | ----- | ----- | ----- | ----- | ----- | ----- | ----- |
| 1 229 | 1 102 | 1 186 | 1 183 | 1 308 | 1 262 | 1 345 | 1 343 | 1 300 |

| 1856  | 1861  | 1866  | 1872  | 1876  | 1881  | 1886  | 1891  | 1896 |
| ----- | ----- | ----- | ----- | ----- | ----- | ----- | ----- | ---- |
| 1 308 | 1 240 | 1 245 | 1 200 | 1 146 | 1 154 | 1 140 | 1 046 | 909  |

| 1901 | 1906  | 1911  | 1921 | 1926  | 1931 | 1936 | 1946 | 1954 |
| ---- | ----- | ----- | ---- | ----- | ---- | ---- | ---- | ---- |
| 889  | 1 112 | 1 041 | 778  | 1 319 | 796  | 844  | 746  | 690  |

| 1962 | 1968 | 1975 | 1982 | 1990 | 1999 | 2006 | 2007 | 2012 |
| ---- | ---- | ---- | ---- | ---- | ---- | ---- | ---- | ---- |
| 621  | 603  | 422  | 337  | 284  | 245  | 242  | 241  | 222  |

| 2017 | 2022 | - | - | - | - | - | - | - |
| ---- | ---- | - | - | - | - | - | - | - |
| 231  | 227  | - | - | - | - | - | - | - |

## Culture locale et patrimoine

### Lieux et monuments
- L'église Saint-Étienne, sans colonne intérieure, construite au XIIe siècle et remaniée au XVe, possède un porche, et un calvaire remarquables. Le chœur possède une abside, circulaire à l'intérieur, et une absidiole. Le bénitier dit « des Lépreux » est décoré de têtes. C'est un spécimen unique dans le Cantal. Sur le tympan figurent les écus des familles d'Estaing et de Murol.
- Cette commune possède de nombreux fours (Bagil, Chapsal, Jointy, Laquairie, Montagnac). Ces fours ont été restaurés et sont entretenus par l'association de sauvegarde du petit patrimoine. Deux moulins privés se trouvent à Chapsal et à Vezol.
Cette même association a restauré la fontaine de la place du village, deux abreuvoirs à Bagil, la fontaine de Chassagny, les trois abreuvoirs de Chapsal, la fontaine, le bac et l'abreuvoir de Jointy, les bacs de Loucheyre et de Laquairie, le bac et la fontaine de Montagnac et de Tège, les deux bacs en enfilade et le lavoir de Vezol, le bac de Loucheyre. Ces témoins du patrimoine sont fleuris et entretenus avec grand soin.
- À Bagil, la croix en fer forgé a été restaurée ainsi que celles de Montagnac et de Chassagny.
- À Chapsal, la première maison est une ancienne demeure de bailli ; il reste des vestiges, dont une fenêtre à meneau.
- À partir de Chassagny, on peut apercevoir le château d'Apchon, le Puy Mary et la chaîne des Puys, la vallée de Cheylade. Le Suc de Vezol est d'une ascension facile. Il possède une table d'orientation et offre un magnifique panorama sur les Monts Dore et les Monts d'Auvergne.
- Le barrage de Journiac, exploité par la SHEM (Société Hydro-Electrique du Midi), groupe GDF SUEZ, se trouve en partie sur la commune, sur la Petite Rhue à la limite avec Riom-ès-Montagnes, et le barrage des Essarts, exploité par la SHEM (Société Hydro-Electrique du Midi), groupe GDF SUEZ, sur la Grande Rhue à la limite avec Montboudif. Ils servent à alimenter l'usine hydroélectrique située au hameau de Coindre.
- Le viaduc de Barajol sur la Rhue. Il est le second plus haut viaduc maçonné d'Europe. On y accède par le chemin dit « des Wagonnets », en cours de réhabilitation pour être ouvert au public. Le viaduc de Chassagny, sur la même ligne de Bort-les-Orgues à Neussargues, est sur le territoire communal.
- La gare, devant laquelle passe mais ne peut plus s'arrêter le Gentiane express. Autour de la gare, des maisons anciennes ont été restaurées dans le respect de leur architecture d'origine.
- Les tranchades de Laquairie, étroite et profonde faille située dans une ancienne coulée de lave.

### Personnalités liées à la commune
- Marie-Hélène Lafon évoque le village au moins dans Nos vies.